# Леарх (царь Киренаики)
Леарх (греч. Λέαρχος) — древнегреческий царь Кирены в 550 году до н. э.
Происходил из династии Баттиадов. Младший сын царя Кирены Батта II. После смерти отца в 560 году до н. э. стал советником при старшем брате Аркесилае II. Впоследствии братья повздорили и Леарх вынужден был бежать из Кирены. Вскоре он основал новый город Барка, а также собрал из ливийцев собственное войско.
В 550 году до н. э. Леарх начал войну против брата. После нескольких стычек армия Леарха нанесла решительное поражение царю Аркесилаю II в битве при Левконе. После этого Леарх блокировал последнего в Кирене. Вскоре Аркесилай был отравлен по приказу Леарха (по другой версии, Леарх собственноручно убил брата).
После этого Леарх объявил себя царем. Правление начал с репрессий против знати. Одновременно создал собственную охрану. При этом Леарх заключил союз с фараоном Египта Амасисом II. Достаточно быстро царская власть превратилась в тиранию. Для укрепления своего положения Леарх решил жениться на вдове бывшего царя — Эриксо (своей двоюродной сестре). Впрочем, последняя вместе с братом Полиархом организовала заговор против Леарха и вскоре он был коварно убит.